# 롭 브라운
롭 브라운(Rob Brown, 1984년 3월 1일 ~ )은 미국의 배우이다.

## 출연 작품
- 블라인드 스팟 (2015)
- 크리미널 액티비티 (2015)
- 돈 존 (2013)
- 트레메 3 (2012)
- 트레메 2 (2011)
- 트레메 1 (2010)
- 더 익스프레스 (2008)
- 라이브! (2007)
- 스톱로스 (2007)
- 테이크 더 리드 (2006)
- 코치 카터 (2005)
- 파인딩 포레스터 (2000)
- 핀바를 찾아서 (1996)
- 살아있는 지구 (1984)